# Жив курилка
Жив курилка! — выражение, с давних времён употребляемое по отношению к людям, которые, по общему мнению, прекратили свою деятельность, куда-то пропали, исчезли, умерли, а на самом деле живы и заняты прежним делом.

## Происхождение выражения
Курилка — старинная детская народная игра, существовавшая не только на Руси, но и во Франции, и в Германии ещё в XIX веке.
Правила игры: играющие образуют круг, по которому передают из рук в руки горящую или тлеющую (курящуюся)  лучинку или соломинку и при этом по очереди поют песенку-присказку. Существовал целый ряд вариантов этой песенки (например: «Жив, жив Курилка, жив, жив, не умер!» или «Жив, жив Курилка — ножки тоненьки, а жить так хочется!»). Игрок, в руках у которого лучина гасла, выбывал из игры.

## В искусстве
В 1806 году русский композитор чешского происхождения Иван (Иоганн) Прач на народные слова написал песню «Жив курилка, жив, жив, да не умер».
В 1825 году А. С. Пушкин написал эпиграмму на критика и журналиста Михаила Каченовского:
— Как! жив еще Курилка журналист? 

— Живёхонек! всё так же сух и скучен,

 И груб, и глуп, и завистью размучен,

 Все тискает в свой непотребный лист

 И старый вздор, и вздорную новинку.

 — Фу! надоел Курилка журналист!

 Как загасить вонючую лучинку?

 Как уморить курилку моего?

Дай мне совет. — Да… плюнуть на него.

## Современное употребление
В настоящее время выражение может использоваться как в ироническом смысле (аналогично пушкинскому), так и в качестве выражения радости от встречи с человеком, о котором давно не было вестей.